# 惠斯顿山脊

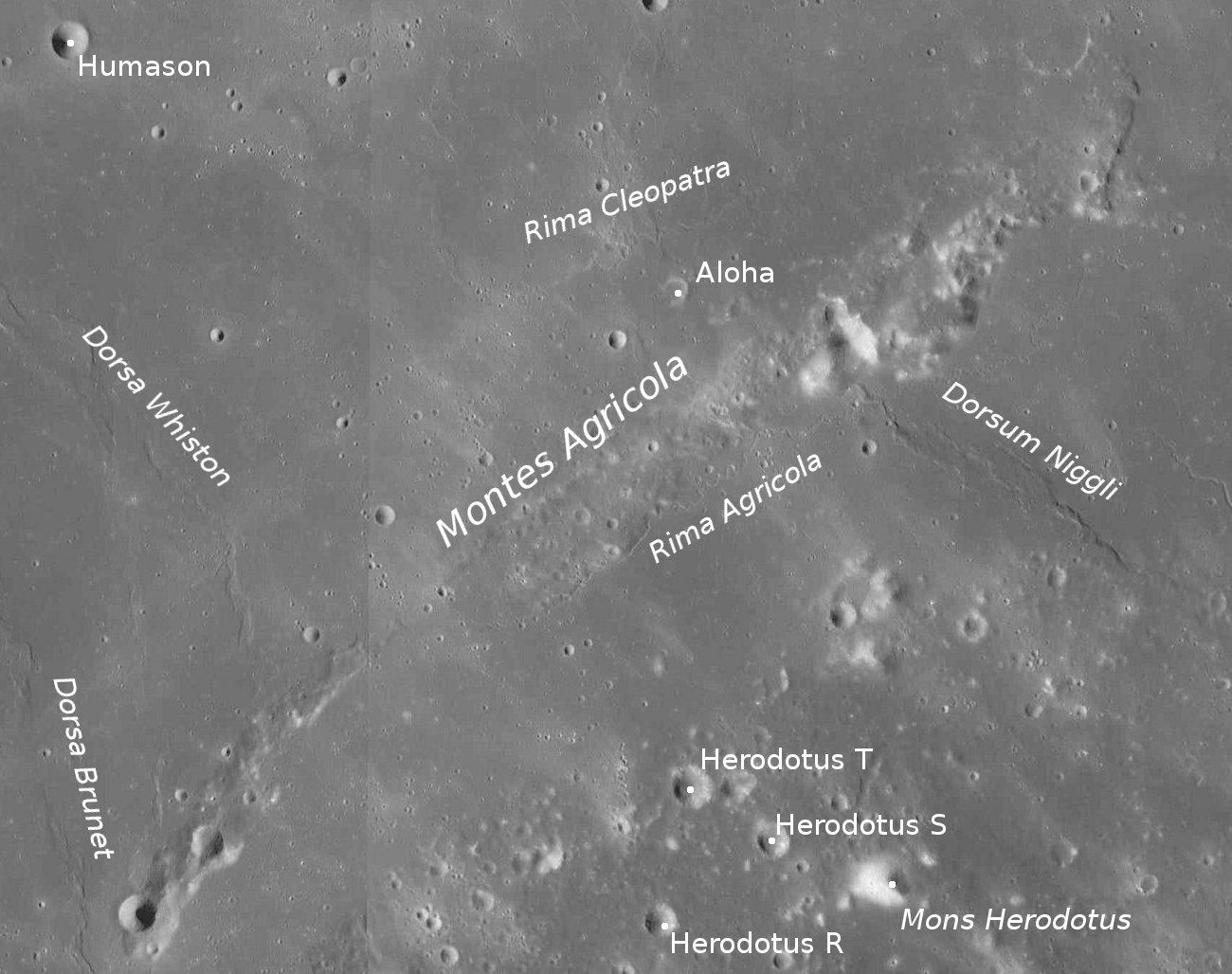
位於此衛星照片的左側 （detail of LRO - WAC global moon mosaic）

惠斯顿山脊（Dorsa Whiston）是月球风暴洋中的一列皱岭，其中心月面坐标为29°24′N 56°24′W / 29.4°N 56.4°W，全长85公里，名称取自英国神学家及历史学家威廉·惠斯顿（William Whiston，1667年12月9日-1752年8月22日），1976年国际天文联合会在法国格勒诺布尔召开的大会上，该名称与其它众多月球地名一道被正式批准接受。